# Đakovica
Đakovica (en albanés Gjakovë o Gjakova, en serbio cirílico Ђаковица) es la séptima ciudad más grande de la Provincia de Kosovo y Metohia, y sede del municipio y distrito de Đakovica. La ciudad tiene 40 827 habitantes, mientras que el municipio tiene 94 556 habitantes. Geográficamente, se encuentra en la parte suroeste de Kosovo, aproximadamente a medio camino entre las ciudades de Peć y Prizren.
Đakovica ha estado poblada desde la era prehistórica. Durante el período otomano, sirvió como centro comercial en la ruta entre Shkodra y Constantinopla. También fue uno de los centros comerciales más desarrollados en ese momento en los Balcanes.

## Geografía y Población
El nombre también se da al distrito administrativo circundante, que cubre el área cerca de 521 km², incluyendo la ciudad de Đakovica, y 84 aldeas. Antes de la guerra de Kosovo tenía una población de 145,000. Los albaneses de Kosovo constituyeron el 93% de esta comunidad. Ahora se estima que la población de la posguerra fuera cerca de 150,000 personas; 90,000 fuera de la ciudad, y el resto, 60,000 personas residen en las aldeas circundantes.

## Historia

### Đakovica en la guerra de Kosovo
Đakovica tenía una población de la posguerra estimada por el OSCE de los albaneses del 93% y las comunidades de la no-mayorista del 7%, incluyendo unos 3.000 serbios de Kosovo, que vivieron sobre todo en la ciudad principal. La ciudad fue afectada gravemente por la guerra, la gran destrucción física y las pérdidas humanas con abusos.
Las unidades yugoslavas fueron colocadas adentro y se acercaron a la ciudad, con dos barracas militares para ser más exactas puesto que el riesgo de una intrusión de KLA a través de la frontera con Albania era evidente; fueron atacadas en varias ocasiones por las fuerzas de la OTAN. En un incidente, el avión de la OTAN interpretó mal un convoy de refugiados albaneses y lo atacó, matando a docenas de civiles.
Las acciones en la tierra tenían un efecto devastador en la ciudad. Según el ICTY, el OSCE, y las organizaciones internacionales de los derechos humanos, cerca de 75% de la población fueron expelidos fuertemente de la ciudad por la policía serbia y los paramilitares así como fuerzas yugoslavas, con muchos civiles fueron matados en el proceso. Áreas grandes de la ciudad fueron destruidas, principalmente con el delito de incendiar y saquear pero también en el curso, lucharon entre las fuerzas de la seguridad de gobierno y los miembros del ejército de la liberación de Kosovo. Las acciones de las fuerzas del gobierno en Gjakovë formaron una parte importante de la acusación de los crímenes de guerra de las Naciones Unidas del entonces presidente Slobodan Milošević.
Durante la guerra de Kosovo este municipio fue afectado pesadamente y muchas atrocidades fueron confiadas contra la población albanesa local. El número de la gente que falta de este municipio está entre el más alto de todo Kosovo, en torno a 300 personas. En el curso del año actual varias docenas de cadáveres se han identificado y se han vuelto a sus familias, aunque todavía sigue siendo un número relativamente pequeño comparado a las figuras de los que todavía están faltando. Consecuentemente, cualquier referencia a la vuelta de la población de Kosovo sigue siendo altamente sensible. 
El 14 de abril de 1999 durante la Operación Fuerza Aliada, la campaña de bombarderos aéreos de la OTAN contra la República Federal de Yugoslavia (FRY), aviones de la OTAN bombardearon un convoy de refugiados en un tramo de carretera de doce millas entre las ciudades de Gjakova (Đakovica) y Deçan (Dečani) en el oeste de Kosovo y Metohija, en Yugoslavia (ahora Kosovo). Setenta y tres civiles albanokosovares murieron y al menos treinta y seis resultaron heridos. Entre las víctimas mortales había 16 niños.
La mayoría de la población de los albaneses volvió al final de la guerra. Los albaneses y otras comunidades tales como ashkali y romaní pudieron volver a realizar elecciones democráticas. En 2001 hubo elecciones democráticas libres. A partir de esta fecha, la reconstrucción de Đakovica fue bastante rápida. Había millares de reconstrucciones nuevas de almacenes abiertos. Qarshia e Madhe es un buen ejemplo era centenares de almacenes destruidos durante la guerra. Los nuevos medios fueron lanzados por ejemplo, en la radio: Gjakova, Pandora, Amadeus y en la televisión: TV Syri. El comienzo de la fábrica fue influenciado por negocio local. La fábrica del ladrillo de IMN era uno de ellos comenzó para la necesidad de la emergencia de la población. El negocio crecía, las organizaciones del extranjero eran buen partidario y principalmente sus actividades se basan en comercio del mercado libre.